# Hymn Szlezwika-Holsztynu

Herb Szlezwika-Holsztynu

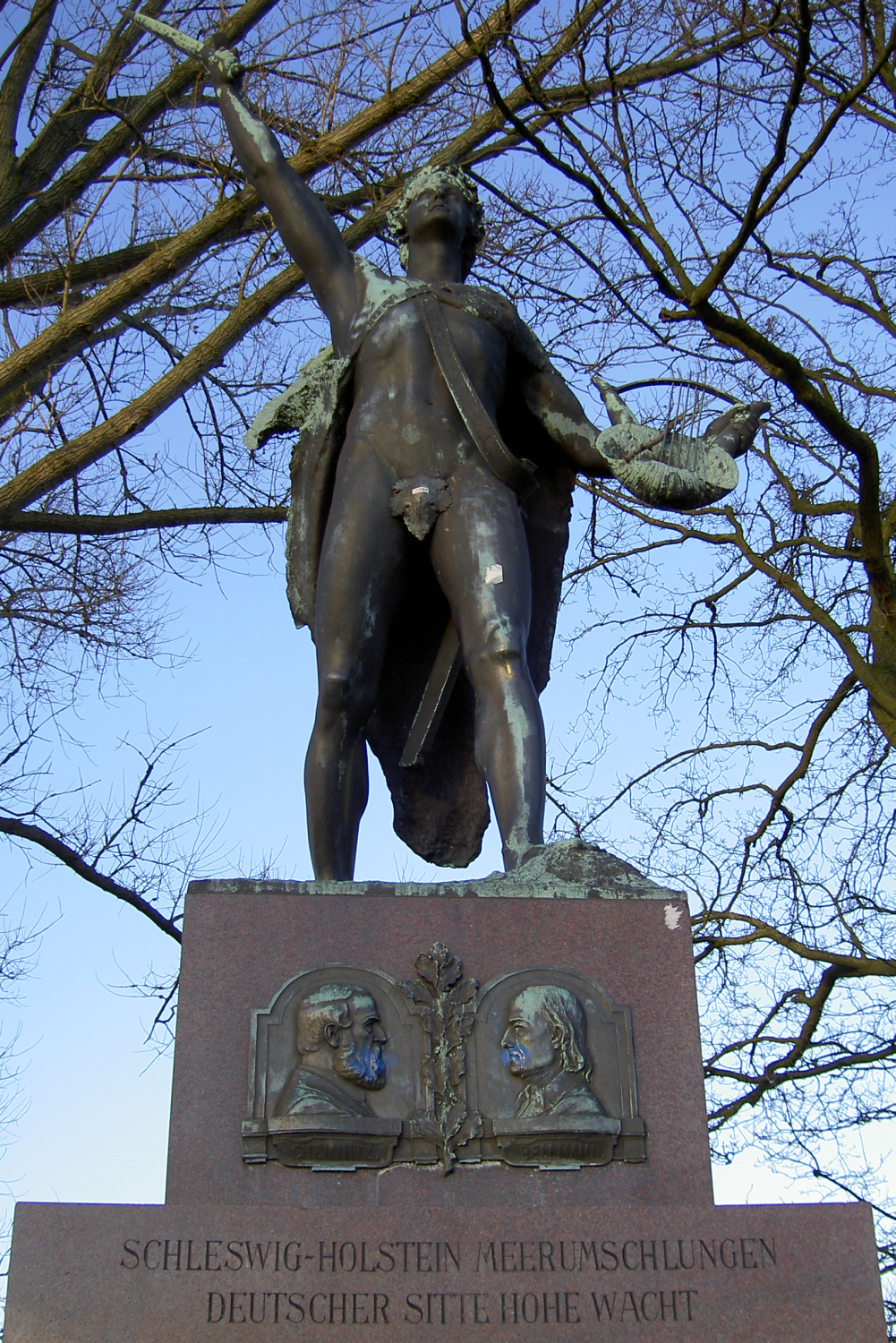
Pomnik Bellmanna i Chemnitza w Szlezwiku

Schleswig-Holstein meerumschlungen lub Schleswig-Holstein-Lied (oryginalny tytuł nadany przez autora to: Wanke nicht, mein Vaterland) – hymn niemieckiego kraju związkowego Szlezwik-Holsztyn.
Autorem tekstu jest Matthäus Friedrich Chemnitz, napisał on hymn w 1844 i przedstawił na Schleswiger Sängerfest. Muzykę stworzył Carl Gottlieb Bellmann.

## Tekst Hymnu
| Wanke nicht, mein Vaterland | Wanke nicht, mein Vaterland | Wanke nicht, mein Vaterland |
| --- | --- | --- |
| 1. Schleswig-Holstein, meerumschlungen, deutscher Sitte hohe Wacht, wahre treu, was schwer errungen, bis ein schönrer Morgen tagt! Schleswig-Holstein, stammverwandt, wanke nicht, mein Vaterland Schleswig-Holstein, stammverwandt, wanke nicht, mein Vaterland      | 2. Ob auch wild die Brandung tose, Flut auf Flut, von Bai zu Bai: O, lass blühn in deinem Schoße deutsche Tugend, deutsche Treu’. Schleswig-Holstein, stammverwandt, bleibe treu, mein Vaterland! Schleswig-Holstein, stammverwandt, bleibe treu, mein Vaterland! | 3. Doch wenn inn’re Stürme wüten, drohend sich der Nord erhebt, schütze Gott die holden Blüten, die ein mildrer Süd belebt! Schleswig-Holstein, stammverwandt, stehe fest, mein Vaterland! Schleswig-Holstein, stammverwandt, stehe fest, mein Vaterland!   |
| 4. Gott ist stark auch in den Schwachen, wenn sie gläubig ihm vertrau’n; zage nimmer, und dein Nachen wird trotz Sturm den Hafen schau’n! Schleswig-Holstein, stammverwandt, harre aus, mein Vaterland! Schleswig-Holstein, stammverwandt, harre aus, mein Vaterland! | 5. Von der Woge, die sich bäumet längs dem Belt am Ostseestrand, bis zur Flut, die ruhlos schäumet an der Düne flücht’gem Sand. – Schleswig-Holstein, stammverwandt, stehe fest, mein Vaterland! Schleswig-Holstein, stammverwandt, stehe fest, mein Vaterland!   | 6. Und wo an des Landes Marken sinnend blinkt die Königsau, und wo rauschend stolze Barken elbwärts ziehn zum Holstengau. – Schleswig-Holstein, stammverwandt, bleibe treu, mein Vaterland! Schleswig-Holstein, stammverwandt, bleibe treu, mein Vaterland! |
| 7. Teures Land, du Doppeleiche, unter einer Krone Dach, stehe fest und nimmer weiche, wie der Feind auch dräuen mag! Schleswig-Holstein, stammverwandt, wanke nicht, mein Vaterland! Schleswig-Holstein, stammverwandt, wanke nicht, mein Vaterland!                  | | |